# Корсунь-Шевченківська ГЕС
Корсунь-Шевченківська ГЕС — мала ГЕС гребельного типу на р. Рось (басейн Дніпра). Побудована в 1934 році, реконструйована власником (ЗЕА Новосвіт) у 2001 році. Потужність 1600 кВт (2 гідрогенератори по 800 кВт, випущені в 1945 р.). Вироблення електроенергії по роках (млн кВт·год):
| 1990 | 1991 | 1999 | 2001 | 2002  | 2003  | 2004  | 2005  | 2006  | 2007  | 2008  | 2017  | 2018  | 2019  | 2020  |
| 7,3  | 7,9  | 2,8  | 1,62 | 5,132 | 4,023 | 5,452 | 6,432 | 7,531 | 2,044 | 2,364 | 3,458 | 3,924 | 3,126 | 2,212 |

Корсунь-Шевченківська ГЕС стала основою для першої в Україні сільської енергосистеми, яка почала функціонувати в 1953 році. Крім неї туди увійшли Стеблівська і Дибінецька ГЕС, а також Юрковська паротурбінна станція.
Гребля ГЕС має довжину 193 м (по гребеню), максимальну висоту 16 м. Водозбірна площа басейна р. Рось вище греблі — 10 700 кв. км. Гребля формує максимальний напір на турбіни 6 м. Пропускна здатність гідровузла 1295 м³ за 1 с, в тому числі через гідротурбіни — 25 куб. м за 1 с. Підпірні споруди ГЕС утворюють Корсунь-Шевченківське водосховище добового регулювання, площею 1,7 км² та об'ємом 3,75 млн м³ при нормальному підпірному рівні 99,81 м.
У 2007 році проведено реконструкцію греблі ГЕС, та споруджено додаткову міні-ГЕС сифонного типу (Корсунь-Шевченківська міні-ГЕС), потужністю 110 кВт. Ця міні-ГЕС вже у 2007 р. виробила 35 тис. кВт·год, у 2008-му — 109 тис. кВт·год.
Гребля ГЕС розташована в межах міста Корсунь-Шевченківський Черкаської області, перед садибою князів Лопухіних-Демидових із ландшафтним парком на порогах Росі. Навесні, у високу воду, коли з греблі скидають надлишки води, княжий палац у східному стилі ефектно виглядає на тлі потоку, що вирує.

## Галерея

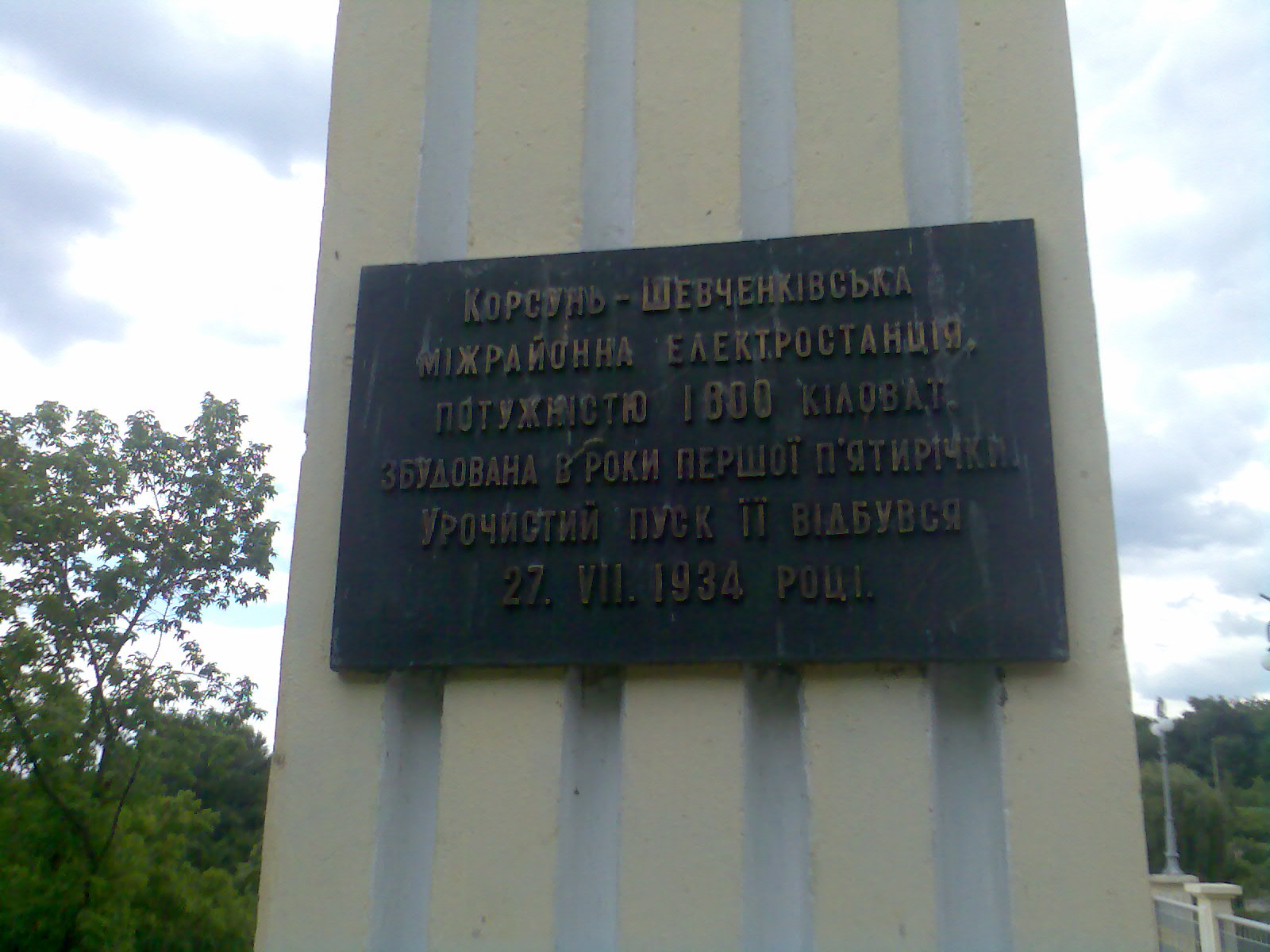
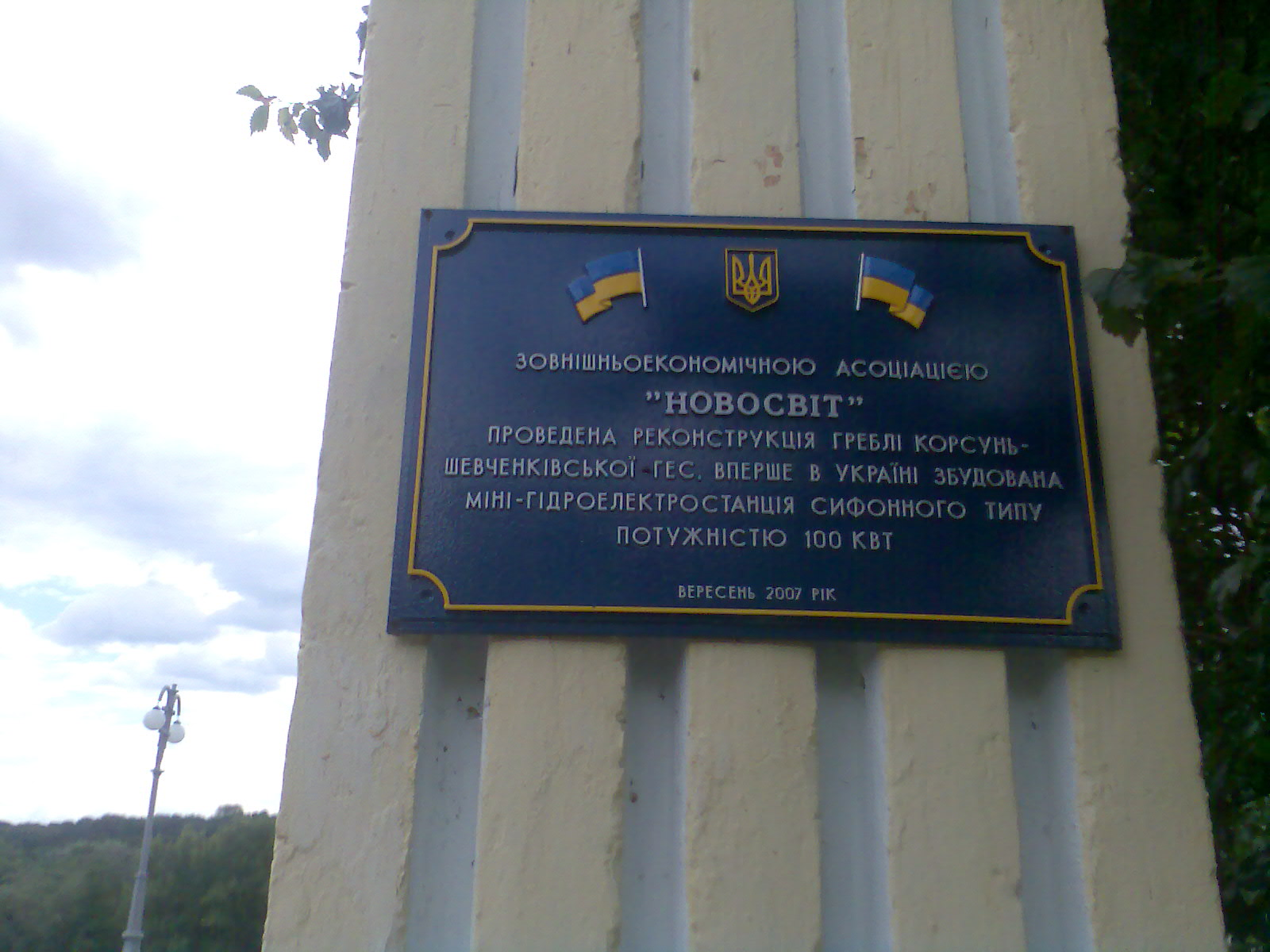
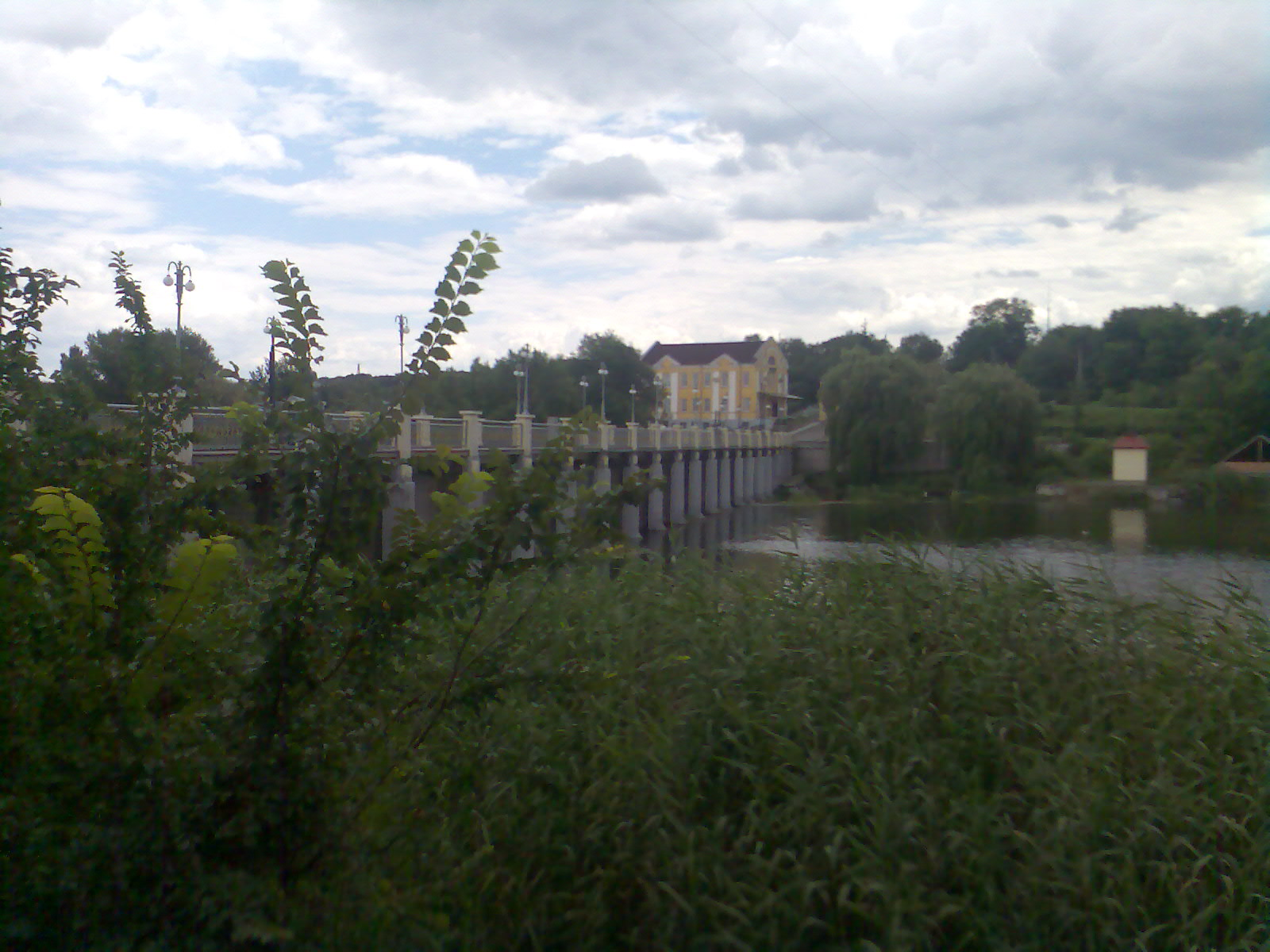
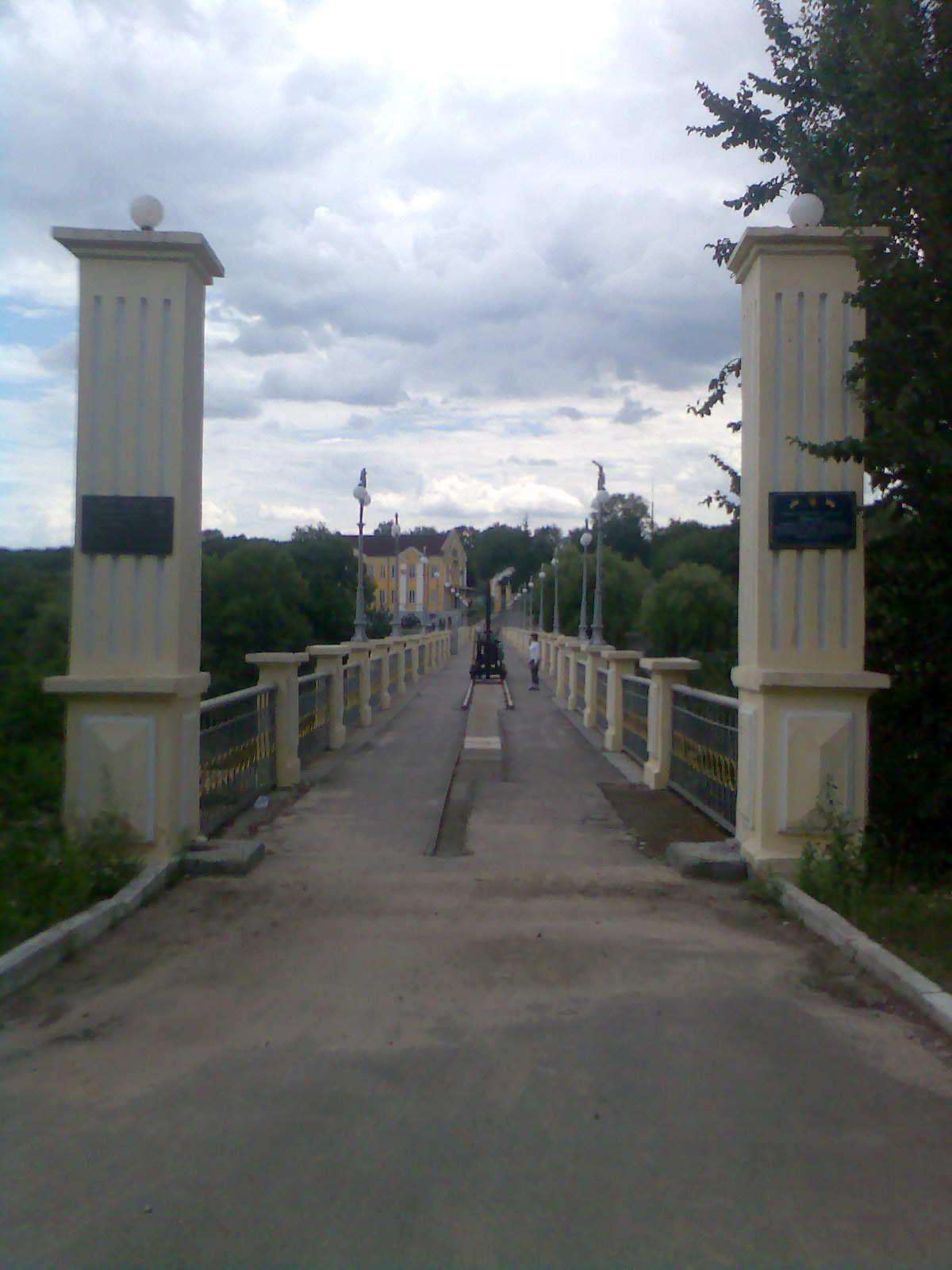
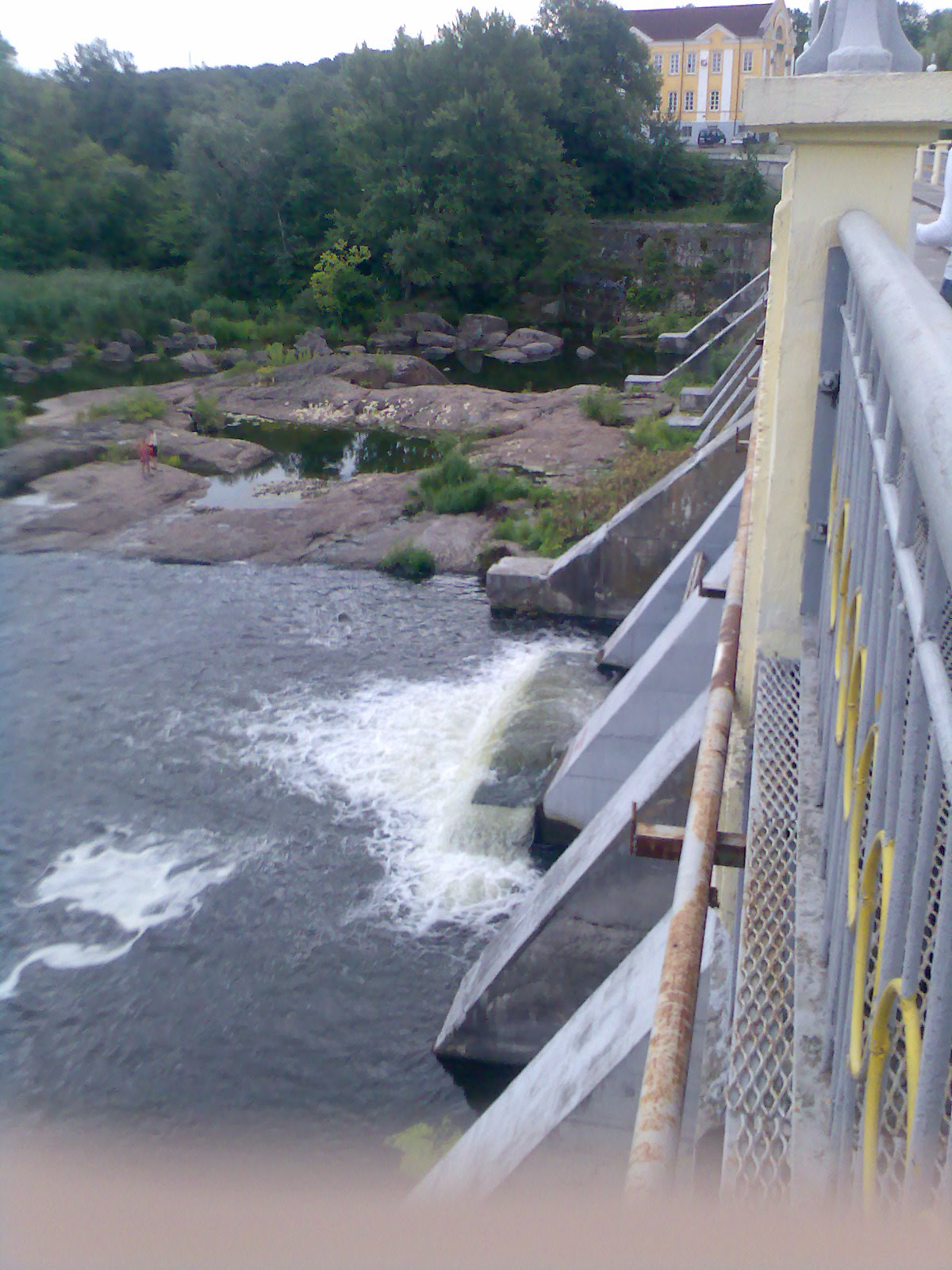